# Cape Breton (przylądek)
Cape Breton – przylądek (point), najbardziej na wschód wysunięta część wyspy Cape Breton w kanadyjskiej prowincji Nowa Szkocja (45°57′08″N, 59°47′24″W), wysunięty w cieśninę Main-à-Dieu Passage, na jej zachodnim brzegu; nazwa urzędowo zatwierdzona 4 lipca 1924. Pochodzenie nazwy przylądka, od której wzięła swoje miano sama wyspa, jest niejednoznaczne; może ona pochodzić od którejś z trzech grup żeglarzy (rybaków), którzy w XVI w. zapuszczali się w te rejony: Bretończyków, Anglików (ówcześnie Bretons, Brytons, Bretones) lub Basków (z okolicy Capbreton).